# Discografia delle 2NE1
La discografia delle 2NE1, gruppo musicale sudcoreano, è formata da 3 album in studio, 3 album dal vivo, 2 EP, 19 singoli e 25 video musicali.

## Album

### Album in studio
| Anno                                                                                          | Titolo | Posizione massima | Posizione massima | Posizione massima | Vendite                                  |
| Anno                                                                                          | Titolo | KOR               | JPN               | US                | Vendite                                  |
| --------------------------------------------------------------------------------------------- | --- | ----------------- | ----------------- | ----------------- | ---------------------------------------- |
| 2010                                                                                          | To Anyone - Pubblicato: 9 settembre 2010 - Etichetta: YG Entertainment - Formati: CD, download digitale, streaming | 1                 | —                 | —                 | - KOR: 168.710 - JPN: 17.000             |
| 2012                                                                                          | Collection - Pubblicato: 28 marzo 2012 - Etichetta: YGEX - Formati: CD, download digitale, streaming               | —                 | 5                 | —                 | - JPN: 50.300                            |
| 2014                                                                                          | Crush - Pubblicato: 26 febbraio 2014 - Etichetta: YG Entertainment - Formati: CD, download digitale, streaming     | 2                 | —                 | 61                | - KOR: 72.318 - JPN: 53.000 - US: 10.000 |
| "—" indica che l'opera non si è classificata o che non è stata pubblicata in quel territorio. | |                   |                   |                   |                                          |

### Album dal vivo
| Anno | Titolo | Posizione massima | Posizione massima | Vendite                     |
| Anno | Titolo | KOR               | JPN               | Vendite                     |
| ---- | --- | ----------------- | ----------------- | --------------------------- |
| 2011 | 2NE1 1st Live Concert (Nolza!) - Pubblicato: 23 novembre 2011 - Etichetta: YG Entertainment - Formati: LP, download digitale                      | 4                 | 14                | - JPN: 6.110                |
| 2012 | 2012 2NE1 Global Tour: New Evolution (Live in Seoul) - Pubblicato: 4 novembre 2012 - Etichetta: YG Entertainment - Formati: LP, download digitale | 5                 | 195               | - KOR: 30.000 - JPN: 20,000 |
| 2012 | 2014 2NE1 World Tour: All or Nothing (Live in Seoul) - Pubblicato: 23 maggio 2014 - Etichetta: YG Entertainment - Formati: LP, download digitale  | 1                 |                   | - KOR: 6.792 - JPN: 400     |

### Raccolte
| Anno | Titolo |
| ---- | --- |
| 2014 | 2NE1 Best Collection -Korea Edition- - Pubblicato: 10 dicembre 2014 - Etichetta: Avex - Formati: download digitale |

## Extended play
| Anno | Titolo | Posizione massima | Posizione massima | Vendite                      |
| Anno | Titolo | KOR               | JPN               | Vendite                      |
| ---- | --- | ----------------- | ----------------- | ---------------------------- |
| 2009 | 2NE1 - Pubblicato: 8 luglio 2009 - Etichetta: YG Entertainment - Formati: CD, download digitale, streaming                                                   | 3                 | —                 | - KOR: 194.302 - JPN: 17.200 |
| 2011 | 2NE1 - Pubblicato: 28 luglio 2011 - Versione giapponese: 21 settembre 2011 (Nolza) - Etichetta: YG Entertainment - Formati: CD, download digitale, streaming | 1                 | 1                 | - KOR: 115.819 - JPN: 75,200 |

## Singoli
| Anno                                                                                          | Titolo                    | Posizione massima | Posizione massima | Posizione massima | Vendite                                    | Certificazioni | Album di provenienza   |
| Anno                                                                                          | Titolo                    | KOR               | FRA               | JPN               | Vendite                                    | Certificazioni | Album di provenienza   |
| --------------------------------------------------------------------------------------------- | ------------------------- | ----------------- | ----------------- | ----------------- | ------------------------------------------ | -------------- | ---------------------- |
| 2009                                                                                          | Lollipop (con i Big Bang) | —                 | —                 | —                 | - KOR: 3.400.000                           |                | 2NE1                   |
| 2009                                                                                          | Fire                      | —                 | —                 | —                 | - KOR: 4.300.000                           |                | 2NE1                   |
| 2009                                                                                          | I Don't Care              | —                 | —                 | —                 | - KOR: 5.047.000                           |                | 2NE1                   |
| 2010                                                                                          | Clap Your Hands           | 3                 | —                 | —                 | - KOR: 1.853.000                           |                | To Anyone              |
| 2010                                                                                          | Go Away                   | 1                 | —                 | 24                | - KOR: 4.000.000 - JPN: 40.000             |                | To Anyone e Collection |
| 2010                                                                                          | Can't Nobody              | 2                 | —                 | —                 | - KOR: 2.565.000                           |                | To Anyone              |
| 2010                                                                                          | It Hurts (Slow)           | 4                 | —                 | —                 | - KOR: 2.300.000                           |                | To Anyone              |
| 2011                                                                                          | Lonely                    | 1                 | —                 | —                 | - KOR: 3.313.000                           |                | 2NE1 (Nolza)           |
| 2011                                                                                          | I Am the Best             | 1                 | 61                | —                 | - KOR: 3.910.000 - US: 125.000             | RIAJ: Oro      | 2NE1 (Nolza)           |
| 2011                                                                                          | Hate You                  | 3                 | —                 | —                 | - KOR: 2.608.000                           |                | 2NE1 (Nolza)           |
| 2011                                                                                          | Ugly                      | 1                 | —                 | —                 | - KOR: 3.364.000                           |                | 2NE1 (Nolza)           |
| 2012                                                                                          | Scream                    | —                 | —                 | 14                | - JPN: 7.000                               |                | Collection             |
| 2012                                                                                          | I Love You                | 1                 | —                 | 5                 | - KOR: 3.000.000 - JPN: 15.700 - US: 5.000 |                | Crush                  |
| 2013                                                                                          | Falling in Love           | 1                 | —                 | —                 | - KOR: 886.000                             |                | /                      |
| 2013                                                                                          | Do You Love Me            | 3                 | —                 | —                 | - KOR: 650.000                             |                | /                      |
| 2013                                                                                          | Missing You               | 1                 | —                 | —                 | - KOR: 1.100.000                           |                | /                      |
| 2014                                                                                          | Gotta Be You              | 3                 | —                 | —                 | - KOR: 931.000                             |                | Crush                  |
| 2014                                                                                          | Crush                     | —                 | —                 | —                 | - KOR: 488.000                             |                | Crush                  |
| 2017                                                                                          | Goodbye                   | 23                | 109               | —                 | - KOR: 160.000 - US: 5.000                 |                | /                      |
| "—" indica che l'opera non si è classificata o che non è stata pubblicata in quel territorio. |                           |                   |                   |                   |                                            |                |                        |

## Altri brani musicali entrati in classifica
| Anno                                                                                          | Titolo               | Posizione massima | Vendite          | Album di provenienza |
| Anno                                                                                          | Titolo               | KOR               | Vendite          | Album di provenienza |
| --------------------------------------------------------------------------------------------- | -------------------- | ----------------- | ---------------- | -------------------- |
| 2010                                                                                          | I'm Busy             | 14                | - KOR: 903.000   | To Anyone            |
| 2010                                                                                          | Love Is Ouch         | 13                | - KOR: 904.000   | To Anyone            |
| 2011                                                                                          | Don't Stop the Music | 3                 | - KOR: 1.618.778 | 2NE1                 |
| 2014                                                                                          |                      |                   |                  |                      |
| Come Back Home                                                                                | 3                    | - KOR: 1.312.000  | Crush            |                      |
| If I Were You                                                                                 | 8                    | - KOR: 815.000    | Crush            |                      |
| Good to You                                                                                   | 11                   | - KOR: 345.000    | Crush            |                      |
| MTBD (assolo di CL)                                                                           | 15                   | - KOR: 648.000    | Crush            |                      |
| Happy                                                                                         | 14                   | - KOR: 372.000    | Crush            |                      |
| Scream (versione coreana)                                                                     | 17                   | - KOR: 328.000    | Crush            |                      |
| Baby I Miss You                                                                               | 16                   | - KOR: 282.000    | Crush            |                      |
| Come Back Home (Unplugged Version)                                                            | 28                   | - KOR: 182.000    | Crush            |                      |
| "—" indica che l'opera non si è classificata o che non è stata pubblicata in quel territorio. |                      |                   |                  |                      |

## Videografia

### Video musicali
- 2009 – Lollipop (con i Big Bang)
- 2009 – Fire (Space Version)
- 2009 – Fire (Street Version)
- 2009 – I Don't Care
- 2010 – Try to Follow Me
- 2010 – Clap Your Hands
- 2010 – Go Away
- 2010 – Can't Nobody
- 2010 – It Hurts (Slow)
- 2010 – Don't Stop the Music
- 2011 – Can't Nobody (English version)
- 2011 – Lonely
- 2011 – I Am the Best
- 2011 – Hate You
- 2011 – Ugly
- 2012 – Scream
- 2012 – Be Mine (Intel Project)
- 2012 – I Love You
- 2013 – Falling In Love
- 2013 – Do You Love Me
- 2013 – Missing You
- 2014 – Come Back Home
- 2014 – Happy
- 2014 – Gotta Be You
- 2017 – Goodbye

## Annotazioni
1. ↑  La versione coreana ha raggiunto il picco alla 16ª posizione; la versione giapponese ha raggiunto il picco alla 1ª posizione a settembre 2011.
2. ↑  Crush - Edizione giapponese